# HMAS Nizam (G38)
HMAS Nizam (G38/D15) là một tàu khu trục lớp N đã phục vụ cùng Hải quân Hoàng gia Australia trong Chiến tranh Thế giới thứ hai. Được chế tạo tại Scotland vào năm 1939-1940 và nhập biên chế với một thủy thủ đoàn người Australia, Nizam được đặt hàng và vẫn dưới quyền sở hữu bởi chính phủ Anh Quốc. Nó đã phục vụ tại Đại Tây Dương trước khi được chuyển sang Địa Trung Hải, nơi nó tham gia Trận Crete và Chiến dịch Syria-Lebanon, tiếp vận cho Tobruk và Malta. Sang năm 1942, nó tham gia Chiến dịch Vigorous và Trận Madagascar, rồi sang khu vực Ấn Độ Dương và Nam Đại Tây Dương vào năm 1943 truy tìm tàu bè và tàu ngầm Đức cũng như cứu vớt nạn nhân các cuộc tấn công của U-boat. Sau khi được đại tu tại Australia vào cuối năm 1944, mười thủy thủ đã bị sóng cuốn mất tích vào tháng 2 năm 1945, và nó trải qua thời gian còn lại của chiến tranh tại khu vực Philippines và New Guinea. Sau khi chiến tranh kết thúc, Nizam quay về Australia, được xuất biên chế và trả cho Anh. Nó không được cho hoạt động trở lại và bị tháo dỡ vào năm 1956.

## Thiết kế và chế tạo
Lớp tàu khu trục N có trọng lượng choán nước tiêu chuẩn 1.760 tấn Anh (1.790 t), và lên đến 2.550 tấn Anh (2.590 t) khi đầy tải. Nizam có chiều dài ở mực nước là 229 foot 6 inch (69,95 m) và chiều dài chung 356 foot 6 inch (108,66 m), mạn thuyền rộng 35 foot 8 inch (10,87 m) và chiều sâu tối đa của mớn nước là 16 foot 4 inch (4,98 m). Động lực được cung cấp bởi ba nồi hơi Admiralty nối liền với hai turbine hơi nước hộp số Parsons và dẫn động hai trục chân vịt, cho phép có được tổng công suất 40.000 shp (30.000 kW). Nizam có thể đạt tốc độ tối đa 36 hải lý trên giờ (67 km/h; 41 mph); thủy thủ đoàn của con tàu bao gồm 226 sĩ quan và thủy thủ.

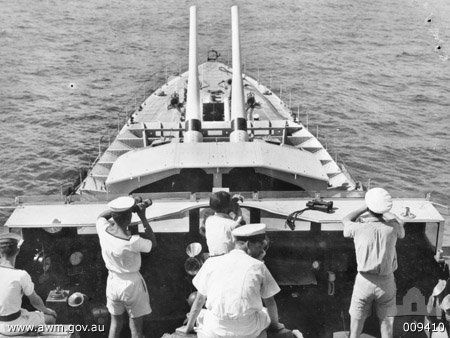
Tháp pháo 4,7 inch phía trước của Nizam nhìn từ cầu tàu

Vũ khí của con tàu bao gồm sáu khẩu QF 4,7 in (120 mm) Mark XII trên ba tháp pháo nòng đôi, một khẩu QF 4 in (100 mm) Mark V, một khẩu đội QF 2 pounder "pom-pom" phòng không bốn nòng, bốn pháo Oerlikon 20 mm phòng không, bốn súng máy Vickers.50 inch trên bệ bốn nòng, bốn súng máy Lewis.303, mười ống phóng ngư lôi 21 inch (533 mm) trên hai bệ năm nòng, hai máy phóng và một đường ray thả mìn sâu với 45 quả mìn được mang theo.
Nizam được đặt lườn tại xưởng tàu của hãng John Brown and Company, Ltd. ở Clydebank, Scotland vào ngày 26 tháng 7 năm 1939. Chiếc tàu khu trục được hạ thủy vào ngày 4 tháng 7 năm 1940 bởi phu nhân của Sir Holberry Mensforth, một giám đốc của hãng John Brown, và nhập biên chế cùng Hải quân Hoàng gia Australia vào ngày 19 tháng 12 năm 1940. Cho dù nhập biên chế như một tàu Australia, Nizam vẫn là một tài sản của Hải quân Hoàng gia Anh. Con tàu được đặt tên theo Sir Osman Ali Khan, vị Nizam của Hyderabad cuối cùng, người giúp đỡ tài chính vào việc chế tạo con tàu.

## Lịch sử hoạt động
Sau khi hoàn tất chạy thử máy, Nizam được điều đến Scapa Flow, nơi nó được phân nhiệm vụ bảo vệ hạm đội, nhưng nhanh chóng chuyển sang hộ tống các đoàn tàu vượt Đại Tây Dương. Vào tháng 4 năm 1941, nó tham gia một đoàn tàu vận tải đi Gibraltar, rồi đi vòng quanh Châu Phi để gặp gỡ các tàu chở quân Queen Mary và Queen Elizabeth, và giúp hộ tống chúng đến Alexandria. Vào khoảng thời gian này, một số thủy thủ đã làm binh biến để phản kháng sự thay đổi thời biểu canh gác và ăn uống, bằng cách tự nhốt mình trong các phòng ăn.  Sau các cuộc thương lượng giữa các thủy thủ và sĩ quan, vị hạm trưởng đồng ý phục hồi lại lịch canh gác cũ và quyết định không phạt các thủy thủ; sau đó họ quay trở lại làm việc.
Vào ngày 21 tháng 5, Nizam tham gia bắn phá Scarpanto, rồi sau đó tham gia Trận Crete. Nó đã hai lần hộ tống cho chiếc tàu rải mìn HMS Abdiel chuyển lực lượng tăng viện cho hòn đảo, và sau đó tham gia vào việc triệt thoái lực lượng Đồng Minh khi đảo này thất thủ. Sau chiến dịch không thành công này, nó được phân vào Chiến dịch Syria-Li-băng trong ba tuần trước khi chuyển sang lực lượng Vận chuyển Tobruk, một lực lượng các tàu chiến Anh và Australia thực hiện các chuyến đi tiếp liệu cho lực lượng Đồng Minh bị vây hãm tại Tobruk. Nó đã thực hiện mười bốn chuyến đi trước khi bị hư hại vào ngày 14 tháng 9; nó được tàu khu trục HMS Kingston kéo khỏi khu vực chiến sự, rồi thực hiện những sửa chữa tạm thời để có thể quay trở về Alexandria.
Sau khi hoàn tất việc sửa chữa, Nizam trải qua thời gian còn lại của năm 1941 hộ tống các Đoàn tàu vận tải Malta, tham gia các hoạt động bắn phá tại Bắc Phi, và chuyên chở binh lính đến Síp và Haifa. Sang đầu năm 1942, nó cùng tàu chị em HMAS Napier lên đường đi sang Singapore để gia nhập cùng tàu chị em HMAS Nestor trong thành phần hộ tống cho tàu sân bay HMS Indomitable. Đến tháng 6, các tàu khu trục lớp N đã tham gia lực lượng hộ tống cho Chiến dịch Vigorous, một đoàn tàu vận tải tăng viện lớn cho Malta, khi Nestor bị không kích đối phương đánh chìm. Sau đó Nizam và các tàu chị em được điều động tham gia Chiến dịch Madagascar vào tháng 9. Vào ngày 22 tháng 9, nó được phái đến Durban để tuần tra truy tìm tàu bè thuộc phe Vichy Pháp, bắt giữ một chiếc và buộc một chiếc khác phải tự đánh đắm trong một tuần lễ làm nhiệm vụ này. Chiếc tàu khu trục sau đó đi đến Simon's Town thuộc Nam Phi cho một đợt tái trang bị, vốn kéo dài cho đến cuối năm.

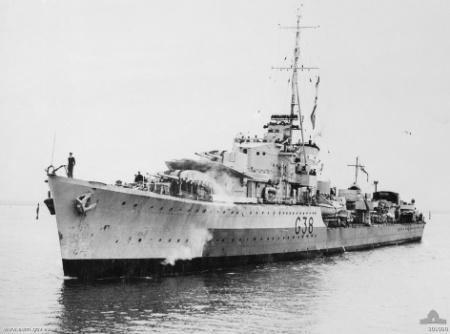
Nizam tại Port Phillip vào cuối năm 1944, không lâu trước khi được tái trang bị tại Melbourne

Sau khi được tái trang bị, Nizam được phối thuộc cùng Hạm đội Đông và tham gia các cuộc càn quét tàu bè đối phương tại Ấn Độ Dương. Nó sau đó được điều động về khu vực Nam Đại Tây Dương để bảo vệ tàu bè. Vào ngày 13 tháng 7 năm 1943, chiếc tàu khu trục đã cứu vớt những người sống sót từ một tàu vận tải lớp Liberty Hoa Kỳ bị tàu ngầm Đức U-511 đánh chìm. Sang ngày 31 tháng 7, nó lại cứu vớt những người sống sót từ một tàu buôn Anh bị tàu ngầm Đức U-177 đánh chìm. Sau khi đưa những người Anh sống sót lên bờ, Nizam lên đường đi Australia, và đã thả neo tại Melbourne vào ngày 18 tháng 8 cho một đợt tái trang bị kéo dài tám tuần. Con tàu quay trở lại các hoạt động tại Ấn Độ Dương; và vào ngày 17 tháng 10 đã nổ súng tấn công bất thành một tàu ngầm U-boat Đức. Từ cuối năm 1943 đến đầu năm 1944, chiếc tàu khu trục đặt căn cứ tại Kenya, rồi đến ngày 8 tháng 3 lại chuyển sang vịnh Bengal. Trong giai đoạn đặt căn cứ tại đây, nó tham gia Chiến dịch Cockpit, cuộc không kích bằng tàu sân bay xuống các cơ sở Nhật Bản tại Đông Nam Á. Vào tháng 11, nó lên đường đi Melbourne cho một đợt tái trang bị khác. Vào ngày 11 tháng 2 năm 1945, đang khi băng qua Great Australian Bight trong hoàn cảnh thời tiết xấu sau khi đại tu, Nizam bị một cơn sóng lớn đánh trúng khiến nó bị lật nghiêng gần 80 độ, quét mười thủy thủ rơi xuống biển; họ không bao giờ được tìm thấy.
Trong năm 1945, Nizam được phân về các chiến trường Philippines và New Guinea trong thành phần Hạm đội Thái Bình Dương, khi ký hiệu lườn của nó được đổi từ G38 sang D15. Vào ngày 15 tháng 8 năm 1945, nó được lệnh ngừng bắn, nhưng không lâu sau đó nó bị một máy bay chiến đấu Nhật Bản tấn công, vốn bị bắn rơi.  Chiếc tàu khu trục có mặt trong vịnh Tokyo vào lúc Nhật Bản chính thức đầu hàng qua buổi lễ ký kết văn kiện tổ chức trên Missouri vào ngày 2 tháng 9. Chiếc tàu khu trục khởi hành đi Australia vào ngày 24 tháng 9.
Nizam được cho xuất biên chế vào ngày 17 tháng 10 năm 1945 và được hoàn trả cho Hải quân Hoàng gia Anh; thủy thủ đoàn của con tàu chuyển sang chiếc Quadrant. Nó được tạm thời nhập biên chế cùng Hải quân Anh như là chiếc HMS Nizam trong chuyến đi quay về Anh. Con tàu không được cho hoạt động thường trực trở lại; nó bị bán vào năm 1955  và bị tháo dỡ vào năm 1956.